# Parafia Objawienia Pańskiego w Lohusuu
Parafia Objawienia Pańskiego – parafia prawosławna w Lohusuu, w eparchii narewskiej.
Na terenie parafii funkcjonuje cerkiew parafialna pod wezwaniem Objawienia Pańskiego, zbudowana w 1898 r. Znajduje się tam również starsza cmentarna cerkiew pod wezwaniem Narodzenia św. Jana Chrzciciela z 1863 r.

## Historia
Parafia została erygowana 18 lipca 1866 r. na mocy decyzji Świętego Synodu Rosyjskiej Cerkwi Prawosławnej. Została wydzielona z parafii św. Mikołaja w Mustvee.